# Novius koebelei
Novius koebelei (лат.) — вид божьих коровок из подсемейства Ortaliinae. Обитает в Австралии. Также присутствует в дикой природе в Новой Зеландии, где считается экзотикой. В Новой Зеландии о нем впервые сообщили в 2006 году: его нашли в Окленде. Вид был известен под многими названиями; из-за различий в окраске он был описан как новый шесть раз после его первоначального описания в 1892 году.
Этот вид был завезен в Калифорнию для борьбы с тлями вместе с Novius cardinalis. Предполагается, что там он уже вымер.

## Внешний вид
По сравнению с более известным Novius cardinalis, Novius koebelei обычно имеет гораздо более сильно сливающиеся отметины. Таким образом часто образуется большое красное пятно на каждом надкрылье, хотя некоторые особи могут быть полностью красными, существуют и другие варианты окраски.